# Kumesu
Kumesu is een bestuurslaag in het regentschap Batang van de provincie Midden-Java, Indonesië. Kumesu telt 2936 inwoners (volkstelling 2010).